# 성층권 적외선 천문학 관측소

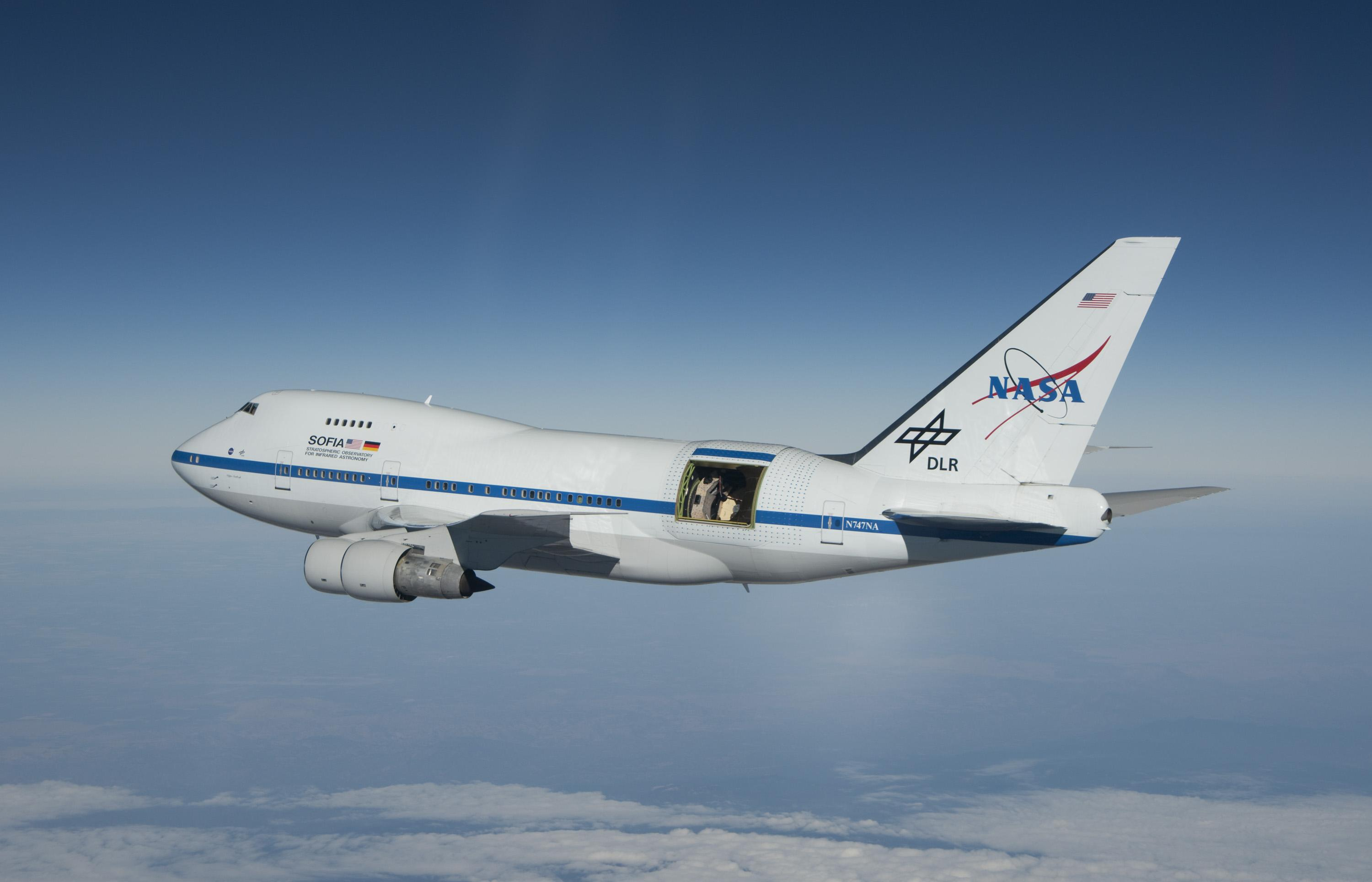

성층권 적외선 천문학 관측소(Stratospheric Observatory for Infrared Astronomy, SOFIA, 소피아)는 공중 관측소를 건설하고 유지하기 위해 NASA와 독일 항공우주 센터(DLR)가 80/20으로 공동 프로젝트를 진행했다. NASA는 1996년에 대학 우주 연구 협회(USRA)에 항공기 개발, 관측소 운영 및 프로젝트의 미국 부분 관리에 대한 계약을 체결했다. DSI(Deutsches SOFIA Institut)는 프로젝트의 독일 부분을 관리했다. 주로 과학 및 망원경과 관련된 내용이었다. SOFIA의 망원경은 2010년 5월 26일에 처음으로 빛을 보았다. SOFIA는 카이퍼 항공천문대의 후속이었다. 10시간 동안의 야간 비행 동안 천체 자기장, 별 형성 영역, 혜성, 성운 및 은하중심을 관찰했다.
현재 과학 비행은 921호의 착륙과 2022년 9월 29일 이른 아침의 마지막 비행 이후 종료되었다. 이 프로젝트는 몇 년 동안 기존 데이터를 계속 사용하여 작업할 것이다. 2022년 12월 8일, NASA는 망원경을 운반하는 데 사용된 SOFIA와 보잉 747SP가 모두 애리조나주 투손에 있는 피마 항공 우주 박물관에 보존되어 전시될 것이라고 발표했다.

## 같이 보기
- 적외선천문학

### 멀티미디어
- SOFIA Photo Collection, Dryden Flight Research Center
- SOFIA Movie Collection, Dryden Flight Research Center